# 區域應變隊
區域應變隊（英語：Regional Response Teams，縮寫：RRT；綽號：黑豹部隊）隸屬於懲教署押解及支援組，於二零一六年九月二十六日成立，負責押解高風險在囚人士及應付緊急事故，以及在懲教設施外圍執行巡邏。同時擔任了「懲教緊急應變隊」的先遣部隊，一同應對囚犯暴動等突發事故。

## 組織
現役懲教人員欲加入區域應變隊，首先須擁有兩年或以上入職資歷，並須經過多重考核，包括槍械、體能、戰術、押管技術測試及心理評估，經篩選後才有資格報讀必修課程，即為期11周的「安全有效控制戰術專業證書課程」。成功通過考核加入區域應變隊的人員，需修讀為期11周的「安全有效控制戰術專業證書」訓練課程，接受戰術技巧、體能、槍械及教學技巧等訓練。有關課程是全香港首個在戰術訓練的專業範疇上，通過香港學術及職業資歷評審局課程評審，獲得資歷架構認可為第四級別（相當於副學士學位）的課程。
現時區域應變隊駐守於三個區域，包括以荔枝角收押所為中心的九龍區、以赤柱監獄為中心的香港區及以石壁監獄為中心的大嶼山區。部隊的主要職務是執行高風險押解工作，以及在區域層面教授其他同事戰術技巧，亦會在區內懲教設施外圍執行巡邏工作，加強院所周邊的保安。當區內懲教設施發生突發事故，區域應變隊會於短時間內到達院所，向院所管方提供即時的戰術支援，控制場面以避免情況惡化，同時擔任了「懲教緊急應變隊」的先遣部隊，為隨後的大型行動作出部署。

## 歷史
2014年世界各地發生多宗暴亂，死傷枕藉，懲教署認為有需要成立一支專門接受特種訓練的部隊加以防範，於是便於2016年成立區域應變隊，以黑豹作隊徽，初期僅35人，只駐守港島、九龍及大嶼山，2019年起擴充至新界、喜靈洲及個別大型懲教院所，惟實際人數是處於保密。該部隊裝備有實彈槍械包括左輪手槍、半自動卡賓槍及半自動步槍，亦有低殺傷力武器如轉輪式防暴槍等。
區域應變隊員曾參與在美國舉行的世界性「監獄騷動應對挑戰賽2019」獲全球總季軍，及後參與2020年5月「亞洲監獄騷動應對挑戰賽」奪得亞洲總冠軍。

## 裝備
區域應變隊配備多種武器，據署方介紹，包括有不同類型的胡椒珠發射器、用以發射橡膠子彈及催淚彈的Penn Arms GL-1轉輪式榴彈發射器、只供發射布袋彈的雷明登870散彈槍和UTS-15戰鬥散彈槍，以及發射實彈的史密斯威森10型左輪手槍（俗稱“.38”）、柯爾特LE6940半自動步槍和SIG Sauer MPX SBR半自動卡賓槍，主要供突發事故時使用。

### 個人裝備
- 制服
  - 以綠色為主。
- 戰鬥服
  -  OXO Tactical Frogskin+ Combat Suit
- 戰術頭盔
  -  Ops-Core FAST Carbon
  -  Ops-Core FAST SF
  -  GEAR INDUSTRIES FAOT ANTI-RIOT HELMET
- 護目鏡
- 抗噪耳機
  -  EARMOR M32 Series
- 戰術背心
  -  GEAR INDUSTRIES GX-III TACTICAL VEST
- 攜板背心
  - JPC 2.0 仿製品
- 手套
- 靴
- 警棍
- 盾

### 個人武器

#### 手槍
| 武器名稱         | 原產地 | 備註 |
| ---------------- | ------ | ---- |
| 史密斯威森10型HB | 美国   | -    |

#### 半自動步槍
| 武器名稱          | 原產地 | 備註 |
| ----------------- | ------ | ---- |
| SIG Sauer MPX SBR | 美国   | -    |
| 柯特LE6940        | 美国   | -    |

#### 霰彈槍
| 武器名稱    | 原產地 | 備註 |
| ----------- | ------ | ---- |
| 雷明登870   | 美国   | -    |
| UTAS UTS-15 | 土耳其 | -    |

#### 低殺傷力槍械
| 武器名稱                 | 原產地 | 備註 |
| ------------------------ | ------ | ---- |
| Penn Arms GL-1榴彈發射器 | 美国   | -    |
| Def-Tec 37毫米榴彈發射器 | 美国   | -    |
| Pepperball VKS胡椒球彈槍 | 美国   | -    |
| Tippmann 98 custom漆彈槍 | 美国   | -    |

## 相關參見
- 懲教緊急應變隊
- 警察機動部隊
- 特別任務連